# Bengou
Bengou (deutsch veraltet: Bengu) ist eine Landgemeinde im Departement Gaya in Niger.

## Geographie
Bengou liegt in der Landschaft Dendi in der Sudanregion und grenzt im Osten an den Nachbarstaat Nigeria. Die Nachbargemeinden in Niger sind Bana im Nordwesten und Gaya im Südwesten. Bei den Siedlungen im Gemeindegebiet handelt es sich um vier Dörfer und 19 Weiler. Der Hauptort der Landgemeinde ist das Dorf Bengou. Am Nordrand des Hauptorts verläuft der 12. nördliche Breitengrad.
Durch das Gemeindegebiet zieht sich in Nord-Süd-Richtung das große, periodisch wasserführende Trockental Dallol Maouri.

## Geschichte
In der französischen Kolonialzeit im ersten Drittel des 20. Jahrhunderts bildete Bengou einen eigenen Kanton. Die 240 Kilometer lange Piste zwischen Dogondoutchi und Gaya, die durch Bengou führte, galt in den 1920er Jahren als einer der Hauptverkehrswege in der damaligen französischen Kolonie Niger. Sie war in der Trockenzeit mit Automobilen befahrbar. Der Kanton Bengou wurde in den 1930er Jahren aufgelöst und sein Gebiet dem Kanton Bana angeschlossen. Die Unterordnung Bengous unter den traditionellen Ortschef von Bana führte zu einer Reihe von Konflikten zwischen den beiden Orten. Im Zuge einer landesweiten Verwaltungsreform im Jahr 2002 wurde Bengou als eigenständige Landgemeinde erneut aus Bana herausgelöst. Im Hauptort kam es in den Jahren 2011 und 2012 zu Überschwemmungen. Dabei stürzten 49 beziehungsweise 40 Häuser ein.

## Bevölkerung
Bei der Volkszählung 2012 hatte die Landgemeinde 18.469 Einwohner, die in 2676 Haushalten lebten. Bei der Volkszählung 2001 betrug die Einwohnerzahl 13.452 in 1768 Haushalten.
Im Hauptort lebten bei der Volkszählung 2012 12.329 Einwohner in 1744 Haushalten, bei der Volkszählung 2001 9279 in 1218 Haushalten und bei der Volkszählung 1988 6768 in 1030 Haushalten.
Die Bevölkerung von Bengou ist von unterschiedlicher ethnischer Herkunft, es gibt unter anderem Fulbe, Hausa, Kanuri und Zarma. Die dominierende Sprache und Kultur ist jene der Hausa. Im Hauptort lebt eine signifikante Gruppe Tyenga.

## Politik
Der Gemeinderat (conseil municipal) hat 11 gewählte Mitglieder. Mit den Kommunalwahlen 2020 sind die Sitze im Gemeinderat wie folgt verteilt: 5 MNSD-Nassara, 2 ADN-Fusaha, 2 ANDP-Zaman Lahiya und 2 MODEN-FA Lumana Africa.

## Wirtschaft und Infrastruktur

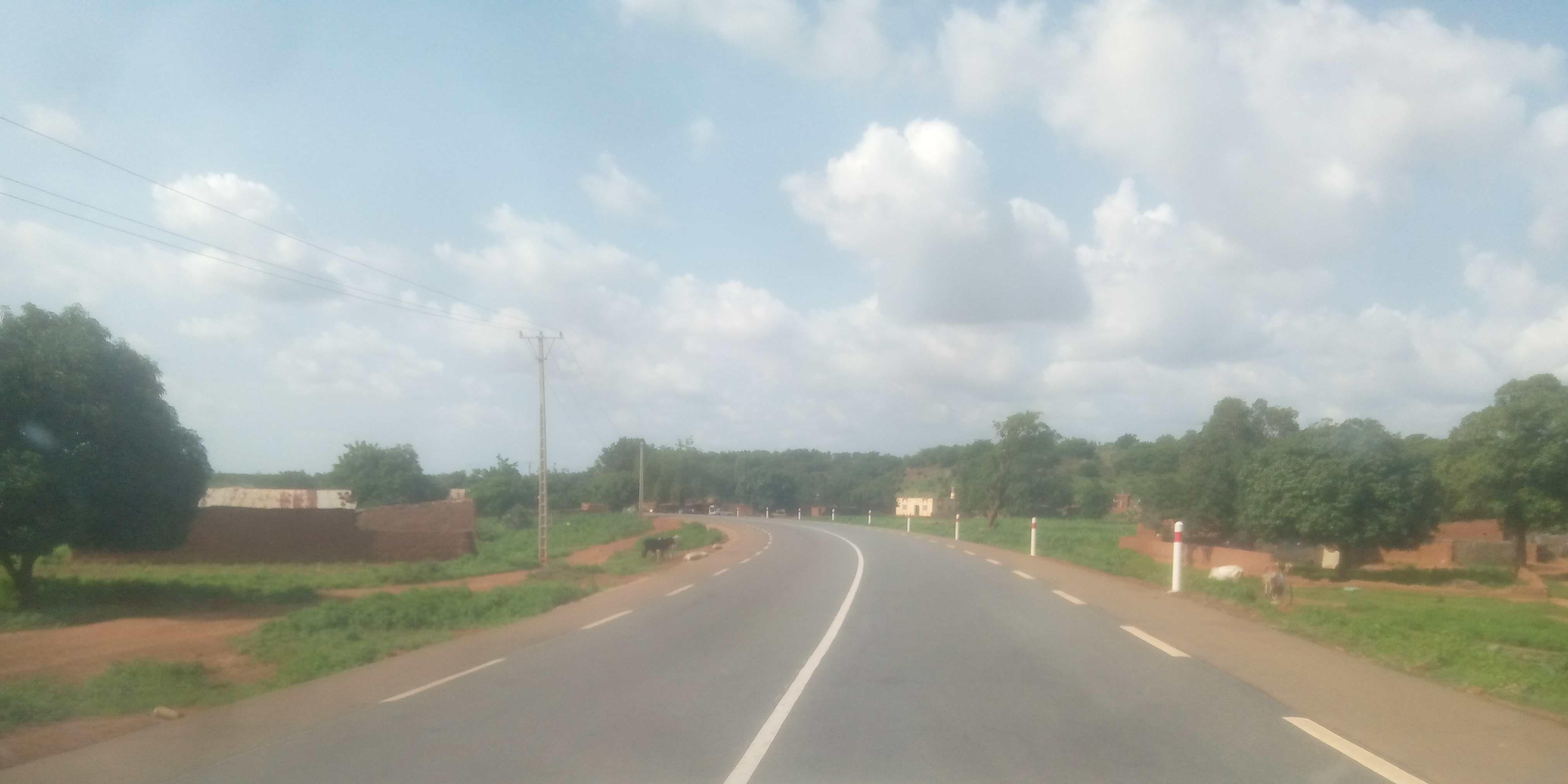
Nationalstraße 7 in Gouiwa in der Gemeinde Bengou (2023)

In Bengou gibt es einen Wochenmarkt. Der Markttag ist Freitag. Die Gemeinde liegt in jener schmalen Zone entlang der Grenze zu Nigeria, die von Tounouga im Westen bis Malawa im Osten reicht und in der Bewässerungsfeldwirtschaft für Cash Crops betrieben wird. Die für Niger vergleichsweise günstigen klimatischen Verhältnisse erlauben den ertragreichen Anbau von Gemüse, Zuckerrohr, Mangos und Süßkartoffeln. Die Rônierpalmen-Zone von Bengou erstreckt sich über eine Fläche von 4674 Hektar. In Bengou befindet sich ein Stützpunkt des staatlichen agronomischen Forschungsinstituts Institut National de Recherches Agronomiques du Niger (INRAN). Im Hauptort wird eine Niederschlagsmessstation betrieben.
Im Hauptort ist ein Gesundheitszentrum des Typs Centre de Santé Intégré (CSI) vorhanden. Der CEG Bengou ist eine allgemein bildende Schule der Sekundarstufe des Typs Collège d’Enseignement Général (CEG). Außerdem verfügt die Gemeinde über mehrere Grundschulen und landwirtschaftliche Serviceeinrichtungen.
Durch den Westen der Gemeinde verläuft die Nationalstraße 7 zwischen der Regionalhauptstadt Dosso und der Staatsgrenze zu Benin. Im Weiler Gouiwa zweigt die Landstraße RR3-001, die über den Gemeindehauptort Bengou nach Yélou führt, von der Nationalstraße 7 ab.